# Помилка прокурора

Простий приклад, що ілюструє помилку прокурора. "Гіпотеза" - це можливість того, що обвинувачений винний, тоді як знайдені "докази" стосуються позитивного результату тесту, наприклад відповідності ДНК або групи крові. Хоча ймовірність того, що докази будуть знайдені на реальному винуватцю може бути досить високою (у даному випадку дві п'ятих або 40%), ймовірність того, що певна особа винна з огляду на те, що в ній були знайдені докази, не пов'язана з першою імовірністю і часто буде значно меншою (у у цьому прикладі лише дві восьми, або 25%).

Помилка прокурора — це помилка статистичних міркувань, що передбачають перевірку події, наприклад, збіг ДНК. Позитивний результат тесту парадоксальним чином може бути скоріше помилковим, ніж реальним, навіть якщо тест дуже точний. Помилка названа тому, що вона зазвичай використовується прокурором для перебільшення ймовірності вини обвинуваченого. Помилка також може бути використана для підтвердження інших претензій, включаючи невинуватість обвинуваченого.
Наприклад, якщо відомо, що злочинець має ту саму групу крові, що й відповідний обвинувачений, і 10 % населення мають таку групу крові, тоді однією з версій помилки прокурора було б стверджувати, що лише на цій основі ймовірність вини обвинуваченого становить 90 %. Однак цей висновок є близьким до правильного лише в тому випадку, якщо обвинувачений був би обраний головним підозрюваним на основі надійних доказів, виявлених до аналізу крові і не пов'язаних з ним (тоді збіг крові може бути «несподіваним збігом»). В іншому випадку наведені міркування є помилковими, оскільки не враховують високу апріорну ймовірність (тобто до аналізу крові), що він є випадковою невинною особою. Припустимо, наприклад, що в місті, де сталося вбивство, проживає 1000 людей. Це означає, що там проживає 100 осіб, які мають групу крові зловмисника; отже, істинна ймовірність того, що обвинувачений винен — виходячи з того факту, що його група крові збігається з групою крові вбивці — становить лише 1 %, що набагато менше, ніж 90 %, як стверджує прокурор.
Таким чином, по суті, помилка передбачає припущення, що попередня ймовірність випадкового збігу є дорівнює ймовірності того, що підсудний невинний. Використовуючи її, прокурор, допитуючи свідка-експерта, може запитати: «Імовірність знайти ці докази щодо невинної людини настільки малі, що присяжні можуть сміливо не враховувати можливість того, що обвинувачений невинний, чи не так?» Твердження передбачає, що ймовірність того, що докази будуть знайдені на невинній людині, така ж, як і ймовірність того, що людина невинна, якщо на ній були знайдені докази, що не відповідає дійсності. Хоча перша зазвичай невелика (приблизно 10% у попередньому прикладі) через хороші процедури судово-медичної ідентифікації, друга (99% у цьому прикладі) не має прямого відношення до неї і часто буде набагато вищої, оскільки, насправді, це залежить від досить високої апріорної ймовірності того, що підсудний є випадковою невинною особою.
Математично помилка є результатом неправильного розуміння концепції умовної ймовірності, яка визначається як ймовірність того, що подія «A» станеться, якщо відомо, або припускається, що подія «B» відбулася, і записується як P(A|B). Помилка ґрунтується на припущенні, що P(A|B) = P(B|A), де A представляє подію виявлення доказів щодо відповідача, а B  випадок невинуватості обвинуваченого. Але ця рівність не відповідає дійсності: насправді, хоча P(A|B) зазвичай дуже мала, P(B|A) може бути набагато вищою.

## Концепція
Терміни «помилка прокурора» та «помилка адвоката» були створені Вільямом К. Томпсоном та Едвардом Шуманом у 1987 році. Помилка може виникнути внаслідок «множинного тестування», наприклад, коли докази порівнюються з великою базою даних. Розмір бази даних підвищує ймовірність знайти збіг лише випадково; тобто докази ДНК є найбільш надійними, коли збіг знайдено після одноразового спрямованого порівняння, оскільки існування збігів у великій базі даних, де тестовий зразок низької якості, може бути менш імовірним через випадковість.
Основна помилка є результатом нерозуміння умовної ймовірності та нехтування попередніми шансами обвинуваченого бути винним до того, як ці докази були представлені. Коли прокурор зібрав деякі докази (наприклад, збіг ДНК) і має експерта, який засвідчує, що ймовірність знаходження цих доказів, якщо обвинувачений є невинуватим, є крихітною, помилка виникає, якщо зробити висновок, що ймовірність того, що обвинувачений невинуватий, має бути порівняно невеликою. Якщо збіг ДНК використовується для підтвердження провини, яка в іншому випадку підозрюється, то це дійсно вагомі докази. Однак, якщо докази ДНК є єдиним доказом проти обвинуваченого, а обвинувачений був обраний із великої бази даних профілів ДНК, ймовірність того, що збіг буде проведено випадковим чином, може бути збільшено та менш завдано шкоди обвинуваченому. Шанси в цьому сценарії не пов’язані з шансами бути винним, вони пов’язані з шансами бути вибраним випадково. Хоча шанси бути вибраним випадковим чином можуть бути низькими для окремого стану, що припускає провину, тобто позитивного збігу ДНК, ймовірність бути вибраним випадковим чином для «будь-якого» стану зростає до 1, оскільки розглядається більше умов, як і випадок у багаторазовому тестуванні. Часто буває, що і невинуватість, і провина (тобто випадкова смерть і вбивство) є дуже малоймовірними, хоча, природно, це має бути правдою, тому відношення ймовірності «сценарію невинуватості» до «сценарію винуватості» є значним, більш інформативним, ніж ймовірність самого «сценарію винуватості».

## Приклади

### Умовна ймовірність
У хибності аргументу з рідкості пояснення спостережуваної події вважається малоймовірним, оскільки попередня ймовірність цього пояснення низька. Розгляньмо такий випадок: переможця лотереї звинувачують у шахрайстві, виходячи з малоймовірності виграшу. На судовому засіданні прокурор розраховує (дуже малу) ймовірність виграти в лотерею без обману і стверджує, що це шанс невинуватості. Логічним недоліком є те, що прокурор не врахував велику кількість людей, які грають у лотерею. Хоча ймовірність виграшу будь-якої окремої особи досить низька, ймовірність того, що якась особа виграє в лотерею, враховуючи кількість людей, які грають у неї, дуже висока.
У парадоксі Берксона умовна ймовірність помилково приймається за безумовну ймовірність. Це призвело до кількох неправомірне засудження британських матерів, звинувачених у вбивстві двох їхніх дітей у дитинстві, де основним доказом проти них була статистична ймовірність того, що двоє дітей випадково померли в одній родині (за законом Медоу). Хоча множинні випадкові смерті від СРДС рідкісні, як і випадки вбивств, так само множинні вбивства; за наявності лише фактів смертей як доказів, саме співвідношення цих (попередніх) ймовірностей дає правильну апостеріорну ймовірність вбивства.

### Багаторазове тестування
За іншим сценарієм зразок ДНК з місця злочину порівнюється з базою даних з 20 000 осіб. Знайдено збіг, ту особу звинувачують, і на суді над нею свідчать, що ймовірність того, що два профілі ДНК випадково збігаються, становить лише 1 на 10 000. Це не означає, що ймовірність того, що підозрюваний невинуватий, становить 1 до 10 000. Оскільки було перевірено 20 000 осіб, було 20 000 можливостей випадково знайти збіг.
Навіть якщо жодна з осіб у базі даних не залишив ДНК місця злочину, імовірно знайти випадковий збіг з невинуватим. Шанс потрапити хоча б один збіг серед записів:
{\displaystyle 1-\left(1-{\frac {1}{10000}}\right)^{20000}\approx 86\%},
де, явно:
{\displaystyle 1/10000} = ймовірність випадкового збігу двох профілів ДНК після однієї перевірки,
{\displaystyle (1-1/10000)} = ймовірність невідповідності після однієї перевірки,
{\displaystyle (1-1/10000)^{20000}} = ймовірність невідповідності після 20 000 перевірок і
{\displaystyle 1-(1-1/10000)^{20000}} = ймовірність збігу після 20 000 перевірок.
Отже, ці докази самі по собі є непереконливим результатом просіювання даних. Якби зловмисник «перебував» у базі даних, то він і одна або кілька інших осіб, ймовірно, були б порівняні; в будь-якому випадку, було б помилкою ігнорувати кількість записів, які шукали під час зважування доказів. «Холодні збіги», як це у банках даних ДНК, тепер розуміються як такі, що вимагають ретельного представлення як докази.

## Математичний аналіз
Визнання особи невинною чи винною можна розглядати математичними термінами як форму бінарної класифікації.
Якщо «E» є спостережуваним доказом, а «I» означає «обвинувачений невинуватий», тоді розглянемо умовну ймовірність:
- P(E|I) – це ймовірність того, що "проклятий доказ" буде дотримано, навіть якщо обвинувачений невинний (a "хибнопозитивний").
- P(I|E) – це ймовірність того, що обвинувачений невинний, незважаючи на докази E.

З згідно з судовою експертизою імовірність P(E|I) крихітна. Прокурор помилково робить висновок, що P(I|E) також є порівняно крихітним. (наприклад Люсію де Берк обвинувачують саме через цю помилку .) Але відповідно до баєсового висновування P(E|I) та P(I|E ) досить різні; використовуючи теорему Баеса:
{\displaystyle P(I|E)=P(E|I)\cdot {\frac {P(I)}{P(E)}}}
де:
- P(I) – це ймовірність невинуватості незалежно від результату тесту (тобто відповідно до усіх інших доказів[en]) і
- P(E) – попередня ймовірність того, що докази будуть дотримані (незалежно від невинуватості).

Це рівняння показує, що мала {\displaystyle P(E|I)} не означає малої {\displaystyle P(I|E)} у випадку великої {\displaystyle P(I)} і маленької {\displaystyle P(E)}. Тобто обвинувачений може бути невинуватим і навряд чи хтось (винний чи невинний) надасть спостережувані докази.
Зауважте, що
{\displaystyle P(E)=P(E|I)\cdot P(I)+P(E|\sim I)\cdot [1-P(I)]}
- P(E|~I) – це ймовірність того, що докази ідентифікують підозрюваного як винуватого (не дають хибнонегативний висновок). Зазвичай це близько 100%, що трохи збільшує висновок про невинуватість у порівнянні з тестом з хибнонегативними результатами. Ця нерівність коротко виражається через шанси:

{\displaystyle \operatorname {Odds} (I|E)\geq \operatorname {Odds} (I)\cdot P(E|I)}
Прокурор стверджує, що ймовірність невинуватості мізерно мала, враховуючи докази, маючи на увазі Odds(I|E) -> P(I|E ), або що:
{\displaystyle P(I|E)\approx P(E|I)\cdot \operatorname {Odds} (I)}
Прокурор, який змішує P(I|E) з P(E|I), робить технічну помилку, коли Odds (I) ≫ 1. Це може бути нешкідлива помилка, якщо P(I|E) усе ще незначна, але це особливо вводить в оману  у іншому випадку (приймаючи низьку статистичну значущість за високу довіру).

## Вплив на право
Хоча помилка прокурора зазвичай трапляється ненавмисно, у змагальній системі адвокати, як правило, мають право надавати статистичні докази, які найкраще відповідають їхній справі; повторні судові розгляди частіше є результатом помилки прокурора в показаннях експерта або в інструкціях присяжним.

## Помилка захисника
Припустимо, що є шанс один на мільйон, якщо обвинувачений невинуватий. Прокурор каже, що це означає, що є лише один на мільйон шансів бути невинуватим. Але якщо кожен у 10-мільйонній спільноті буде перевірений, очікується 10 збігів, навіть якщо всі невинуваті. Помилка захисту може полягати в тому, що «очікувалося 10 співпадінь, тож ймовірність того, що обвинувачений буде винним, не більше, ніж будь-кого з інших співпадінь, тому докази свідчать про 90% ймовірність того, що обвинувачений невинуватий». і «ці докази не є релевантними». Перша частина аргументації була б правильною лише у випадку, якщо немає додаткових доказів, що вказують на обвинуваченого. Але докази все ще мають бути дуже релевантні, оскільки вони різко звужують групу людей, які є або могли бути підозрюваними, водночас не виключаючи обвинуваченого.
Іншим чином це можна було б сказати, щоб вказати на те, що в розрахунках захисника не враховано попередню ймовірність вини обвинуваченого. Якби, наприклад, поліція склала список з 10 підозрюваних, кожен з яких мав доступ до місця злочину, тоді було б дуже нелогічно припускати, що тест, який дає шанс один на мільйон збіг змінить попередню ймовірність обвинуваченого з 1 до 10 (10 відсотків) до 1 до мільйона (0,0001 відсотка). Якщо перевіряти дев’ятьох невинних людей, ймовірність того, що перевірка «неправильно» відповідатиме одному (або більше) із цих людей, можна обчислити як

{\displaystyle 1-((1-1/1000000)^{9})},
або приблизно 0,0009%. Якщо, однак, інші 9 підозрюваних були перевірені і «не» виявлено збігу, то ймовірність вини підсудного зросла з попередньої ймовірності 10% (1 з 10 підозрюваних) до 99,9991% на основі перевірки. Обвинувачений може стверджувати, що «списки підозрюваних, складені поліцією, не включають винну особу в 50% випадків» — якби це було так, то імовірність провина обвинуваченого зросла б з попередньої ймовірності 5% (50% з 10% ) до 49,99955% на основі тесту — у цьому випадку можна стверджувати, що «розумний сумнів» існує, незважаючи на позитивний результат тесту.

### Можливі приклади помилкових аргументів захисту

Дерево ймовірностей 100 000 побитих американських жінок, які показують помилку прокурора в справі О. Дж. Сімпсона

Автори навели аргументи захисту в справі О. Дж. Сімпсона як приклад цієї помилки щодо контексту, в якому обвинувачений був доставлений до суду: кров на місці злочину збігається кров'ю Сімпсона з характеристиками, які поділяють 1 з 400 осіб. Захист стверджував, що футбольний стадіон може бути заповнений жителями Лос-Анджелеса, які відповідають зразку, і що цифра 1 до 400 була марною.
Також під час судового процесу щодо вбивства О. Дж. Сімпсона обвинувачення надало докази того, що Сімпсон вчиняв насильство стосовно до своєї дружини, в той час як захист стверджував, що на кожні 2500 жінок, які зазнали подружнього насильства, була вбита лише одна жінка, і що будь-яка історія жорстокого поводження Сімпсона з дружиною не мала значення для судового розгляду. Проте аргументація розрахунків захисту була помилковою. За словами Герда Гігеренцера , правильна ймовірність вимагає брати до уваги контекст — що дружина Сімпсона була не тільки піддана домашньому насильству, але й була піддана домашньому насильству (з боку Сімпсона) «і» була вбита (кимось). Гігеренцер пише, що «імовірність того, що насильник насправді вбив свою партнерку, враховуючи, що вона була вбита, становить приблизно 8 із 9 або приблизно 90%». Хоча більшість випадків подружнього жорстокого поводження не закінчуються вбивством, більшість випадків вбивства, де є історія подружнього насильства, були вчинені подружжям.

## Справа Саллі Кларк
Саллі Кларк, британку, у 1998 році звинуватили у вбивстві своєї першої дитини у віці 11 тижнів, а потім її другої дитини у віці 8 тижнів. Обвинувачення мало свідчення експерта Сера Роя Медоу, професора і педіатра-консультанта, де сказано, що ймовірність того, що двоє дітей в одній сім’ї помруть від СРДС становить приблизно 1 до 73 мільйонів. Це було набагато рідше, ніж фактичний рівень, виміряний в історичних даних – Медоу оцінив його на основі даних про смерть одного СРДС та припущення, що ймовірність таких смертей повинна бути некорельованою між немовлятами.
Медоу визнав, що 1 на 73 мільйони не є неможливим, але стверджував, що такі нещасні випадки траплятимуться «раз на сто років» і що в країні з 15 мільйонами сімей з 2 дітьми набагато більша ймовірність, що подвійні смерті спричинені синдромом Мюнхгаузена за довіреністю, ніж таким рідкісним нещасним випадком. Однак є вагомі підстави припускати, що ймовірність смерті від СРДС в сім’ї значно вища, якщо попередня дитина вже померла за цих обставин (генетична схильність до СРДС, швидше за все, спростує припущення про статистична незалежність.) робить деякі сім’ї більш сприйнятливими до СРДС, а помилка є наслідком екологічної помилки. Ймовірність двох смертей від СРДС в одній сім’ї не може бути надійно оцінена шляхом піднесення в квадрат ймовірності однієї такої смерті в усіх інших подібних сім’ях.
1 на 73 мільйони значно недооцінили ймовірність двох послідовних нещасних випадків, але, навіть якби ця оцінка була точною, суд, здається, упустив той факт, що цифра 1 з 73 мільйонів сама по собі нічого не означає. Як імовірність апріорна, її слід було зважити з апріорними ймовірностями альтернатив. Враховуючи, що відбулися дві смерті, одне з наведених нижче пояснень має бути правдою, і всі вони є «апріорі» вкрай малоймовірними:
1. Дві послідовні смерті в одній сім'ї, обидві через СРДС
2. Подвійне вбивство (справа обвинувачення)
3. Інші можливості (включаючи одне вбивство та один випадок СРДС)

Незрозуміло, чи була коли-небудь запропонована оцінка ймовірності другої можливості під час судового розгляду, чи порівняння перших двох ймовірностей вважалося ключовою оцінкою, яку необхідно зробити під час статистичного аналізу, який оцінює аргументи обвинувачення проти невинуватості.
Кларк була засуджена у 1999 році, в результаті чого Королівське статистичне товариство опублікувало прес-реліз, в якому вказувалося на помилки.
У 2002 році Рей Хілл (професор математики в Салфорді) спробував точно порівняти шанси цих двох можливих пояснень; він дійшов висновку, що послідовні нещасні випадки є в 4,5-9 разів більш імовірними, ніж послідовні вбивства, так що «апріорі» шанси вини Кларк були від 4,5 до 1 і 9 до 1 проти.
Після того, як було встановлено, що судово-медичний експерт, який оглядав обох немовлят, приховував виправдувальні докази, 29 січня 2003 року вищий суд пізніше скасував вирок Кларк.